# Scuola beneventana

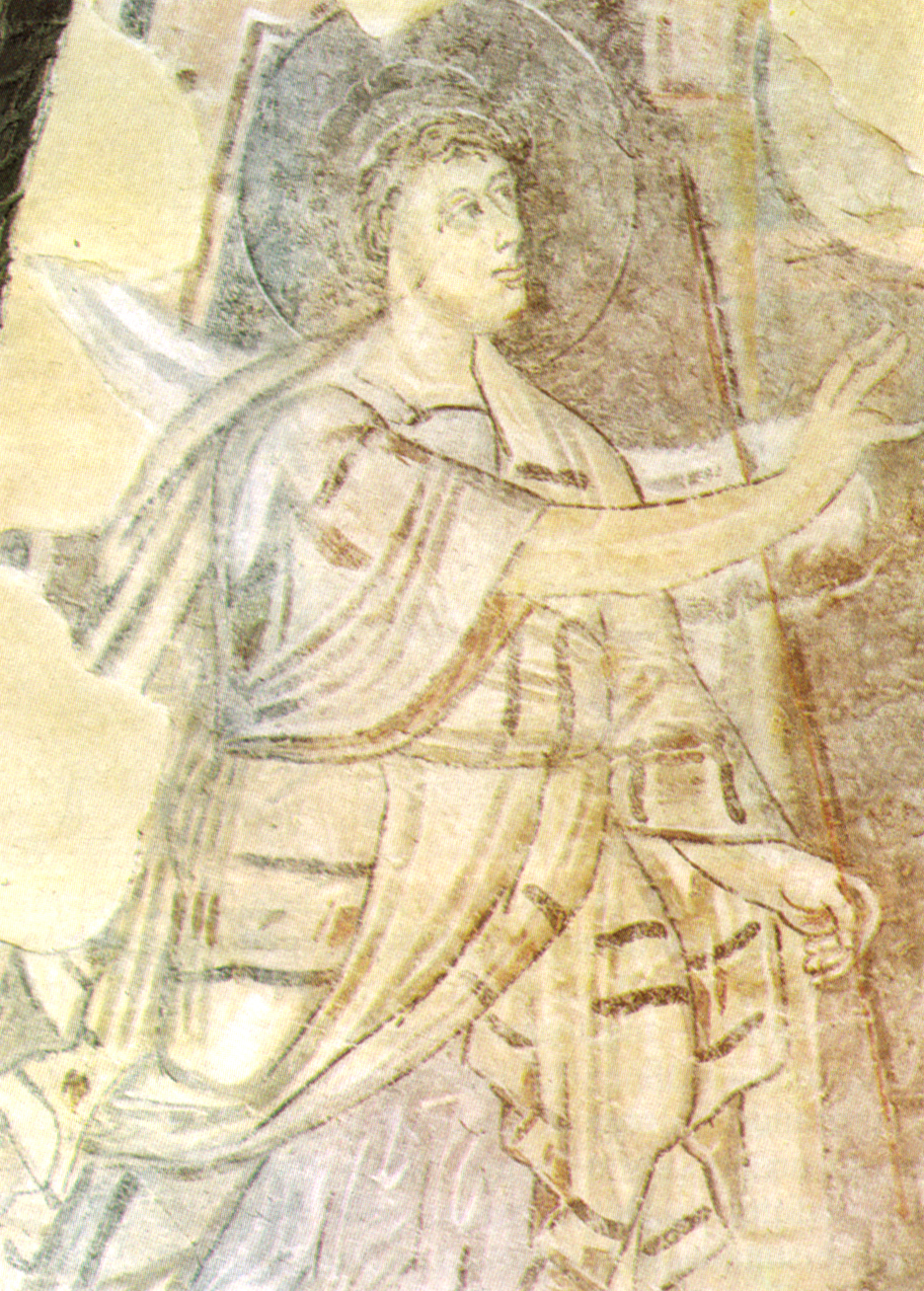
LAnnuncio a Zaccaria (particolare), Affreschi di Santa Sofia, a Benevento.

La scuola beneventana, detta anche scuola longobarda, fu un centro di elaborazione artistica attivo nei campi della miniatura e della pittura che si sviluppò nell'Alto Medioevo nel Ducato di Benevento, dal quale deriva il nome. Il Ducato di Benevento era uno dei principali ducati che componevano il Regno longobardo e conservò la propria indipendenza anche dopo la caduta del regno (774), elevandosi con Arechi II al rango di principato. Altri centri di elaborazione della corrente furono i monasteri di San Vincenzo al Volturno e di Montecassino.

## Storia degli studi
Agli studi sulla scuola di Montecassino, nati all'inizio del Novecento, si affiancarono alla metà del secolo quelli dedicati alla scuola beneventana, stimolati dal rinvenimento degli affreschi della chiesa di Santa Sofia, con i quali veniva a delinearsi, soprattutto a opera di Ferdinando Bologna e Hans Belting, la fisionomia di una pittura parallela alla scrittura beneventana, utilizzata dall'VIII al XIII secolo, e in rapporto con la cultura figurativa dei centri monastici di Montecassino e di San Vincenzo al Volturno. Negli anni successivi, Belting ne approfondiva lo studio annettendovi altre testimonianze pittoriche (chiesa di San Biagio a Castellammare di Stabia, chiesa dei Santi Rufo e Carponio a Capua, Grotta di San Michele a Olevano sul Tusciano, Santuario di San Michele Arcangelo sul Gargano, per citarne alcune) che allargavano i limiti cronologici del movimento beneventano nel tentativo di evidenziarne le matrici regionali permeate di apporti tardoantichi e bizantini; Bologna d'altra parte ne evidenziava le componenti più creative (Santa Sofia e San Vincenzo) riconoscendovi premesse siro-palestinesi. Si apriva negli stessi anni la questione dei rapporti tra Benevento e l'Italia settentrionale, rendendosi evidenti le analogie con i grandi cicli figurativi del nord quali gli affreschi in San Salvatore a Brescia, in Santa Maria in Valle a Cividale, in San Giovanni e in San Benedetto a Malles.

## Caratteristiche
Punto d'incontro tra artisti longobardi e bizantini, la scuola elaborò stilemi, in parte originali e in parte di derivazione orientale, caratterizzati dall'impiego di colori luminosi e resi vibranti dal ricorso alla lumeggiatura. Il disegno, sciolto, mostra invece rapporti con le opere coeve realizzate nella Langobardia Maior.
La miniatura conobbe un parallelo sviluppo nella parte settentrionale del regno, proseguita anche dopo l'inclusione della Langobardia Maior nell'Impero carolingio; tale corrente, detta anche  Scuola franco-longobarda, si sviluppò soprattutto all'interno dei numerosi monasteri fondati dai sovrani longobardi ed elaborò una peculiare tradizione decorativistica che raggiunse la più alta espressione nei codici redatti monasteri dalla seconda metà dell'VIII secolo.